# 萩原邦章
萩原 邦章（はぎわら くにあき、1953年8月19日 - ）は、日本の実業家。萩原工業会長。岡山県出身。

## 来歴
1976年3月駒澤大学経営学部卒業、萩原工業入社。
同年12月 取締役、1979年12月 常務取締役を経て、1984年12月 代表取締役社長に就任。
2010年1月 代表取締役社長 社長執行役員、2016年1月 代表取締役会長。 
同年3月 トラスコ中山社外取締役。 
ポリエチレン製品工業連合会会長、岡山経済同友会 代表幹事、日本フラットヤーン工業組合理事長などを歴任